# Campeonato Italiano de Rugby 2021-22
El Campeonato de Rugby de Italia de 2021-22 fue la 92.ª edición de la primera división del rugby de Italia.

## Sistema de disputa
El torneo se desarrolló en dos etapas, una fase regular en la cual los equipos disputaron encuentros en condición de local y de visitante frente a cada uno de sus rivales.
Luego se disputó una etapa de eliminación directa, en la cual los primeros cuatro equipos de la fase regular clasificaron a las semifinales en la búsqueda por el campeonato.
El equipo ubicado en la última posición al finalizar el torneo, descendió directamente a la Serie B.

## Desarrollo
| Pos. | Equipo           | Encuentros | Encuentros | Encuentros | Encuentros | Tantos | Tantos | Tantos | PB | PB | Puntos |
| Pos. | Equipo           | PJ         | PG         | PE         | PP         | F      | C      | Dif    | BO | BD | Puntos |
| ---- | ---------------- | ---------- | ---------- | ---------- | ---------- | ------ | ------ | ------ | -- | -- | ------ |
| 1.º  | Petrarca Padova  | 18         | 16         | 0          | 2          | 623    | 304    | +319   | 12 | 2  | 78     |
| 2.º  | Rovigo           | 18         | 14         | 0          | 4          | 604    | 344    | +260   | 8  | 3  | 67     |
| 3.º  | Valorugby Emilia | 18         | 13         | 0          | 5          | 634    | 428    | +206   | 11 | 3  | 66     |
| 4.º  | Calvisano        | 18         | 11         | 1          | 6          | 529    | 407    | +122   | 6  | 3  | 55     |
| 5.º  | Colorno Rugby    | 18         | 9          | 1          | 8          | 553    | 560    | -7     | 5  | 2  | 45     |
| 6.º  | Fiamme Oro       | 18         | 9          | 0          | 9          | 497    | 533    | -36    | 4  | 3  | 43     |
| 7.º  | Viadana          | 18         | 5          | 1          | 12         | 417    | 577    | -160   | 3  | 3  | 28     |
| 8.º  | Rugby Lyons      | 18         | 6          | 1          | 11         | 410    | 619    | -209   | 0  | 2  | 28     |
| 9.º  | Mogliano         | 18         | 4          | 0          | 14         | 415    | 600    | -185   | 3  | 4  | 23     |
| 10.º | Lazio            | 18         | 1          | 0          | 17         | 437    | 747    | -310   | 5  | 3  | 12     |

|  | Clasificado a Semifinales. |
|  | Descendido a la Serie B.   |

### Semifinales
| 7 de mayo de 2022 | Calvisano | 12 - 16 | Petrarca Padova |  |  |

| 14 de mayo de 2022 | Petrarca Padova | 43 - 24 | Calvisano |  |  |

| 8 de mayo de 2022 | Valorugby Emilia | 9 - 16 | Rovigo |  |  |

| 15 de mayo de 2022 | Rovigo | 24 - 22 | Valorugby Emilia |  |  |

### Final
| 28 de mayo de 2022 | Petrarca Padova | 19 - 6 | Rovigo |  |  |

| Bandera de Italia       |
| Campeón Petrarca Padova |
| Décimo cuarto título    |